# Oncidium lepturum
Oncidium lepturum är en orkidéart som beskrevs av Heinrich Gustav Reichenbach. Oncidium lepturum ingår i släktet Oncidium och familjen orkidéer. Inga underarter finns listade i Catalogue of Life.